# Josef Bradl
Josef Sepp Bradl (ur. 8 stycznia 1918 w Wasserburg am Inn, zm. 3 marca 1982 w Mühlbach am Hochkönig) – austriacki skoczek narciarski, mistrz świata z 1939 oraz zwycięzca pierwszej edycji Turnieju Czterech Skoczni. Pierwszy skoczek w historii, który skoczył ponad 100 metrów.

## Życiorys
Bradl był synem górnika w kopalni miedzi w Mühlbach, który zginął w wypadku alpinistycznym na górze Hochkönig. Bradl zaczął trenować skoki narciarskie w dzieciństwie. W 1933 roku, w wieku piętnastu lat oddał już 50-metrowy skok. Zadebiutował na igrzyskach olimpijskich w 1936 roku, podczas olimpiady w Garmisch-Partenkirchen. Jako pierwszy w historii ustał skok na odległość ponad 100 metrów. Dokonał tego na nowo przebudowanej skoczni w Planicy w czasie konkursu 15 marca 1936 roku. W 1952 wziął udział w igrzyskach w Oslo, a rok później wygrał pierwszy w historii Turniej Czterech Skoczni. Dwa razy stał na najwyższym stopniu zawodów tego cyklu: 6 stycznia 1953 w Innsbrucku i dokładnie rok później w Bischofshofen. Podczas swojej – ponaddwudziestoletniej – kariery siedem razy był mistrzem Austrii (przed 1938 i po 1945) oraz dwa razy mistrzem Niemiec.
Josef Bradl zakończył karierę w 1956 roku i został trenerem narodowej kadry austriackiej. Nie krył swej sympatii do nazizmu i Adolfa Hitlera. Był współwłaścicielem skoczni i hotelu w Mühlbach am Hochkönig. Tuż przed śmiercią napisał książkę pod tytułem Mein Weg zum Weltmeister (Moja droga do mistrzostwa świata).

## Igrzyska olimpijskie
| Miejsce | Dzień     | Rok  | Miejscowość            | Skok 1 | Skok 2 | Wynik     | Zwycięzca        | Reprezentacja |
| ------- | --------- | ---- | ---------------------- | ------ | ------ | --------- | ---------------- | ------------- |
| 19.     | 16 lutego | 1936 | Garmisch-Partenkirchen | 64,0 m | 70,5 m | 204,0 pkt | Birger Ruud      | Austria       |
| DNF     | 24 lutego | 1952 | Oslo                   | 50,5 m | -      | -         | Arnfinn Bergmann | Austria       |
| 12.     | 5 lutego  | 1956 | Cortina d’Ampezzo      | 77,5 m | 77,0 m | 205,5 pkt | Antti Hyvärinen  | Austria       |

## Mistrzostwa świata
| Miejsce | Dzień     | Rok  | Miejscowość | Punkt K | Skok 1 | Skok 2 | Nota      | Zwycięzca         | Reprezentacja |
| ------- | --------- | ---- | ----------- | ------- | ------ | ------ | --------- | ----------------- | ------------- |
| 5.      | 12 lutego | 1937 | Chamonix    | K-60    | 60,5 m | 61,5 m | 216,7 pkt | Birger Ruud       | Austria       |
| 4.      | 27 lutego | 1938 | Lahti       | K-65    | 65,0 m | 65,5 m | 221,4 pkt | Asbjørn Ruud      | Austria       |
| 1.      | 19 lutego | 1939 | Zakopane    | K-75    | 80,0 m | 76,5 m | 224,7 pkt | -                 | Niemcy        |
| 10.     | 14 lutego | 1954 | Falun       | K-75    | 75,0 m | 72,0 m | 214,5 pkt | Matti Pietikäinen | Austria       |

## Turniej Czterech Skoczni

### Miejsca w klasyfikacji generalnej
| Sezon     | Miejsce |
| --------- | ------- |
| 1953      | 1.      |
| 1953/1954 | 3.      |
| 1954/1955 | 4.      |
| 1955/1956 | 2.      |

### Zwycięstwa w konkursach indywidualnychTCSchronologicznie
| Nr | Dzień      | Rok  | Miejscowość   | Skocznia                 | Punkt K | Skok 1 | Skok 2 | Nota      |
| -- | ---------- | ---- | ------------- | ------------------------ | ------- | ------ | ------ | --------- |
| 1. | 6 stycznia | 1953 | Innsbruck     | Bergisel                 | K-80    | 72,0 m | 73,5 m | 224,0 pkt |
| 2. | 6 stycznia | 1954 | Bischofshofen | im. Paula Ausserleitnera | K-90    | 86,0 m | 91,0 m | 222,5 pkt |

### Miejsca na podium w konkursach indywidualnychTCSchronologicznie
| Nr | Dzień       | Rok  | Miejscowość            | Skocznia                 | Punkt K | Skok 1 | Skok 2 | Nota      | Lok. | Strata  | Zwycięzca         |
| -- | ----------- | ---- | ---------------------- | ------------------------ | ------- | ------ | ------ | --------- | ---- | ------- | ----------------- |
| 1. | 1 stycznia  | 1953 | Garmisch-Partenkirchen | Große Olympiaschanze     | K-80    | 77,0 m | 81,5 m | 220,5 pkt | 2.   | 1,0 pkt | Asgeir Dølplads   |
| 2. | 4 stycznia  | 1953 | Oberstdorf             | Schattenbergschanze      | K-74    | 63,5 m | 71,5 m | 215,5 pkt | 2.   | 1,5 pkt | Erling Kroken     |
| 3. | 6 stycznia  | 1953 | Innsbruck              | Bergisel                 | K-80    | 72,0 m | 73,5 m | 224,0 pkt | 1.   | –       | –                 |
| 4. | 11 stycznia | 1953 | Bischofshofen          | im. Paula Ausserleitnera | K-90    | 87,5 m | 91,5 m | 218,6 pkt | 2.   | 9,4 pkt | Halvor Næs        |
| 5. | 31 grudnia  | 1953 | Oberstdorf             | Schattenbergschanze      | K-74    | 61,0 m | 59,0 m | 220,5 pkt | 2.   | 1,5 pkt | Olaf B. Bjørnstad |
| 6. | 6 stycznia  | 1954 | Bischofshofen          | im. Paula Ausserleitnera | K-90    | 86,0 m | 91,0 m | 222,5 pkt | 1.   | –       | –                 |

### Miejsca w poszczególnych konkursach indywidualnychTurnieju Czterech Skoczni
| 1953                                                     |                        |           |               |        |        |        |        |        |        |        |        |        |        |        |        |        |        |        |        |        |        |        |
| Garmisch-Partenkirchen                                   | Oberstdorf             | Innsbruck | Bischofshofen | punkty | punkty | punkty | punkty | punkty | punkty | punkty | punkty | punkty | punkty | punkty | punkty | punkty | punkty | punkty | punkty | punkty | punkty | punkty |
| 2                                                        | 2                      | 1         | 2             | 878,6  | 878,6  | 878,6  | 878,6  | 878,6  | 878,6  | 878,6  | 878,6  | 878,6  | 878,6  | 878,6  | 878,6  | 878,6  | 878,6  | 878,6  | 878,6  | 878,6  | 878,6  | 878,6  |
| 1953/1954                                                |                        |           |               |        |        |        |        |        |        |        |        |        |        |        |        |        |        |        |        |        |        |        |
| Oberstdorf                                               | Garmisch-Partenkirchen | Innsbruck | Bischofshofen | punkty | punkty | punkty | punkty | punkty | punkty | punkty | punkty | punkty | punkty | punkty | punkty | punkty | punkty | punkty | punkty | punkty | punkty | punkty |
| 2                                                        | 14                     | 6         | 1             | 844,0  | 844,0  | 844,0  | 844,0  | 844,0  | 844,0  | 844,0  | 844,0  | 844,0  | 844,0  | 844,0  | 844,0  | 844,0  | 844,0  | 844,0  | 844,0  | 844,0  | 844,0  | 844,0  |
| 1954/1955                                                |                        |           |               |        |        |        |        |        |        |        |        |        |        |        |        |        |        |        |        |        |        |        |
| Oberstdorf                                               | Garmisch-Partenkirchen | Innsbruck | Bischofshofen | punkty | punkty | punkty | punkty | punkty | punkty | punkty | punkty | punkty | punkty | punkty | punkty | punkty | punkty | punkty | punkty | punkty | punkty | punkty |
| 12                                                       | 11                     | 5         | 4             | 831,1  | 831,1  | 831,1  | 831,1  | 831,1  | 831,1  | 831,1  | 831,1  | 831,1  | 831,1  | 831,1  | 831,1  | 831,1  | 831,1  | 831,1  | 831,1  | 831,1  | 831,1  | 831,1  |
| 1955/1956                                                |                        |           |               |        |        |        |        |        |        |        |        |        |        |        |        |        |        |        |        |        |        |        |
| Oberstdorf                                               | Garmisch-Partenkirchen | Innsbruck | Hallein       | punkty | punkty | punkty | punkty | punkty | punkty | punkty | punkty | punkty | punkty | punkty | punkty | punkty | punkty | punkty | punkty | punkty | punkty | punkty |
| 10                                                       | 10                     | 12        | 5             | 827,0  | 827,0  | 827,0  | 827,0  | 827,0  | 827,0  | 827,0  | 827,0  | 827,0  | 827,0  | 827,0  | 827,0  | 827,0  | 827,0  | 827,0  | 827,0  | 827,0  | 827,0  | 827,0  |
| Legenda                                                  |                        |           |               |        |        |        |        |        |        |        |        |        |        |        |        |        |        |        |        |        |        |        |
| 1 2 3 4-10 11-15 poniżej 15 - – zawodnik nie wystartował |                        |           |               |        |        |        |        |        |        |        |        |        |        |        |        |        |        |        |        |        |        |        |

## Inne sukcesy
- zwycięstwo w Tygodniu Lotów Narciarskich w 1953 roku, zorganizowanym w Bad Mitterndorf
- 1. miejsce w międzynarodowym konkursie w Planicy w roku 1936 oraz 1938
- 3. miejsce w Festiwalu Skoków Holmenkollen w 1951 roku